# Горња Зета
Пред крај XIV вијека, као последица ширења имена Зета, у савременим изворима се почињу разликовати Горња и Доња Зета. Поред старих дукљанских жупа (Лушке и Подлушке) Горњој Зети припада долина ријеке Зете, до Острога и планине на једној и другој страни, до највиших врхова. Граница између Зете и Пилота, била је на мјесту гдје обронци планина избијају на залив Скадарског језера, код Кушева (села, источно од Подгорице). Трг Подгорица, у Подлужју, лежала је у „усред Зете“ (in medio Xente). Поред Котора, Горњој Зети је припадао планински ланац са брдовитим залеђем (називан „Црна гора“) а који се простирао изнад Которског залива и града Будве, до Скадарског језера. Горња Зета је у ствари Зета Црнојевића (обухватала је посједе ове властелинске породице) па се захваљујући њима и сачуваним списима из њиховог периода, могу знати границе ове области. Године 1474. Иван Црнојевић тражи од млетачког Сената да остане господар Горње Зете, ако успије да је ослободи од Османлија „од једног краја до другога, то јест од Крушева до Острога“ (da uno cavo fino I altro, zoe da Chussevo fin a Ostrog . ..)

## Зета у доба Балшића и Лазаревића
Од 1360. до 1421. године Зетом господари династија Балшића.
Сједиште Балше I, као једног од обласних господара (од 1360. године и најмоћнијег) у Доњој Зети, било је у Скадру. Касније, по свом успону, Балшићи су повремено боравили у Улцињу или Бару и имали тамо вјероватно свој двор, али су се задржавали и по другим мјестима гдје су им се налазиле сеоске резиденције. Са својим синовима (Страцимиром, Ђурђем и Балшом) Балша I је постепено ширио власт и на област Горње Зете, а на рачун властелинске породице Црнојевића. Након Балше I, Зетом је до 1378. године владао Ђурађ I Балшић. До своје погибије 1385. године на Саурском пољу, Зетом влада Балша II Балшић, а након њега, од 1385. до 1403. године, Ђурађ II Страцимировић Балшић. Године 1387 Ђурађ II ступа у брак са Јеленом (Јелом) ћерком кнеза Лазара, али са својом војском 1389. године не учествује у Косовској бици. Године 1396. Ђурађ II се лако ријешио да град Скадар и Дриваст преда Млечанима, обзиром да сам није био у стању да их одбрани од Турака. Услов је био да му Сенат Републике плаћа годишњу провизију од 1000 дуката, колико је отприлике износио његов чист приход са тог подручја.
На подручју Зете, нарочито од почетка XV вијека, примјетан је успон тзв. ратничких дружина. Ратничке дружине нису биле велике: од 20 до 50 бораца. Као такве, препуштене само себи, тешко би дуго опстајале. Међутим, удруживањем би се стварале значајне војне снаге. О њих су се отимали међусобно зараћени феудалци и градови, па и страни освјачи (Млечани) награђујући их за ратничке подухвате. Самим тим, ове ратничке дружине су имале значајну улогу у политичком животу Зете. Од 1402. до 1421. године, Зетом је владао Балша III Балшић. Јелена Балшић, мајка новог господара Зете Балше III, прећи ће 1411. године у Велико војводство (које је у саставу Краљевине Босне захватало западни и сјеверозападни дио данашње Црне Горе) преудајом за великог војводу, Сандеља Хранића. Прије тога, покушаваће да се са сином супротстави продору Млечана у Зету. Наиме, користећи распад Српског царства, Венеција се полако ширила на обалама Зете. Најприје је посијела Драч и Љеш, а од 1396. године и Скадар, Дриваст и Св. Срђ на Бојани. Балша и његова мајка Јелена, водили су дуге и исцрпљујуће ратове са Млечанима, настојећи да им се одупру и поврате изгубљене градове и области у приморју (Први и Други скадарски рат). Венеција је ипак успјела да од 1405. до 1412. године држи у својим рукама градове: Бар, Будву и Улцињ. Да буде под Млетачком влашћу тежио је град Котор, што је и остварио 1420. године. Улцињ је потпао под власт Венеције 1421. године, а Будва привремено, од 1420. до 1426. године. Млечани су привремено запосједали и губили: Луштицу, Грбаљ и Паштровиће.

### Владавина деспота (1421—1452)
Године 1421. након смрти последњег владара из династије Балшића — Балше III, настаје општа пометња у Зети. Последњом вољом Балше III Зета је припала његовом ујаку Стефану Лазаревићу и припојена је Српској деспотовини. Не марећи за то, ситуацију користе Млечани, посједајући градове Балшића у Доњој Зети (Дриваст, 10. маја 1421. и Улцињ, 15. маја 1421. године). Ђурађ и Љеш Ђурашевић узимају више Балшиних села. Војвода босански, Сандељ Хранић (у то вријеме зет деспота Стефана Лазаревића) без успјеха жели искористити пометњу у Зети, тражећи од Млечана уступање Горње Зете и градова Бара и Будве у Доњој Зети. Стефан Балшић Мармонте се није најбоље снашао у овим догађајима или на њега нико није обраћао пажњу. У августу 1421. године српски деспот Стефан Лазаревић стиже са војском у Зету, уз сигурно залеђе новог султана, Мурата II. Заузео је Дриваст, а затим Бар, средином новембра 1421. године. Млечани су задржали Скадар, Улцињ и Будву (до 1426), лишени сваке власти у највећем дијелу подручја ван градских зидина. Деспотове војводе (Љеш и Ђурађ Ђурашевић) заузимају подручје Светомихољске метохије и Грбаљ. Чврста деспотова власт у Зети је уздрмана непосредно пред његову смрт јер је турски султан Мурат уговор деспота Стефана Лазаревића са угарским краљем Жигмундом протумачио као невјерство и са трупама упао из Бугарске у Србију. По смрти деспота Стефана (19. јула 1427. године) нови деспот, Ђурађ Бранковић, преузима власт у врло тешким околностима. Трогодишње примирје склопљено између Жигмунда и Мурата, омогућило је Ђурђу да се помири са Турцима и влада Рашком деспотовином као вазал. Владајући у бурном периоду балканске историје, овај је деспот доживио и то да Турци распишу уцјену за његову главу, као и осљепљење својих синова од стране Османлија, 1441. године. Исте године, привремено је изгубио Горњу Зету и град Бар у Доњој Зети (продори босанског војводе Стефана Вукчића Косаче). Нису успјели деспотови покушаји продора у млетачки дио Доње Зете, 1448. године. Ђурађ Бранковић се потпуно повукао из Зете (осим града Медуна) послије сукоба са Млечанима и горњозетском властелом, односно након два војна пораза нанесена му од млетачког војводе Стефанице Црнојевића, 1452. године.

## Сусједни предјели
Оногошт је и у Барском родослову ван граница тадашње Зете (био је континенталана жупа, у оквиру државе Дукље) а у XIV вијеку, називан је још и Крајина (као једно до граничних подручја Горње Зете). За ранији период (X до средине XI вијека ) жупа Оногошт се у списима (Барском родослову) помиње као дио широке области зване Подгорје1 (на латинском Submontanа). Преко источне границе Горње Зете, на планинској страни, налазио се Медун, тврђава са подграђем, који је припадао дукљанској Горској жупи. Кроз њега је пролазио значајан пут за жупу Плав и утврђење је називано „кључем обеју Зета“. Граница између Горње и Доње Зете не може се прецизно повући, осим подручја гдје су се двије Зете сусретале.
1Подгорје (широка област, са словенским жупама, коју помиње Барски родослов) чије име у народу као да је касније заборављено, простирала се од ријеке Мораче на истоку, до Раме, на западу.